# Yên Khoái
Yên Khoái là một xã thuộc huyện Lộc Bình, tỉnh Lạng Sơn, Việt Nam.
Xã Yên Khoái có diện tích 26,41 km², dân số năm 1999 là 2.676 người, mật độ dân số đạt 101 người/km².
Theo thống kê năm 2019, xã Yên Khoái có diện tích 26,41 km², dân số là 3.561 người, mật độ dân số đạt 135 người/km².